# Oskar Bartcky

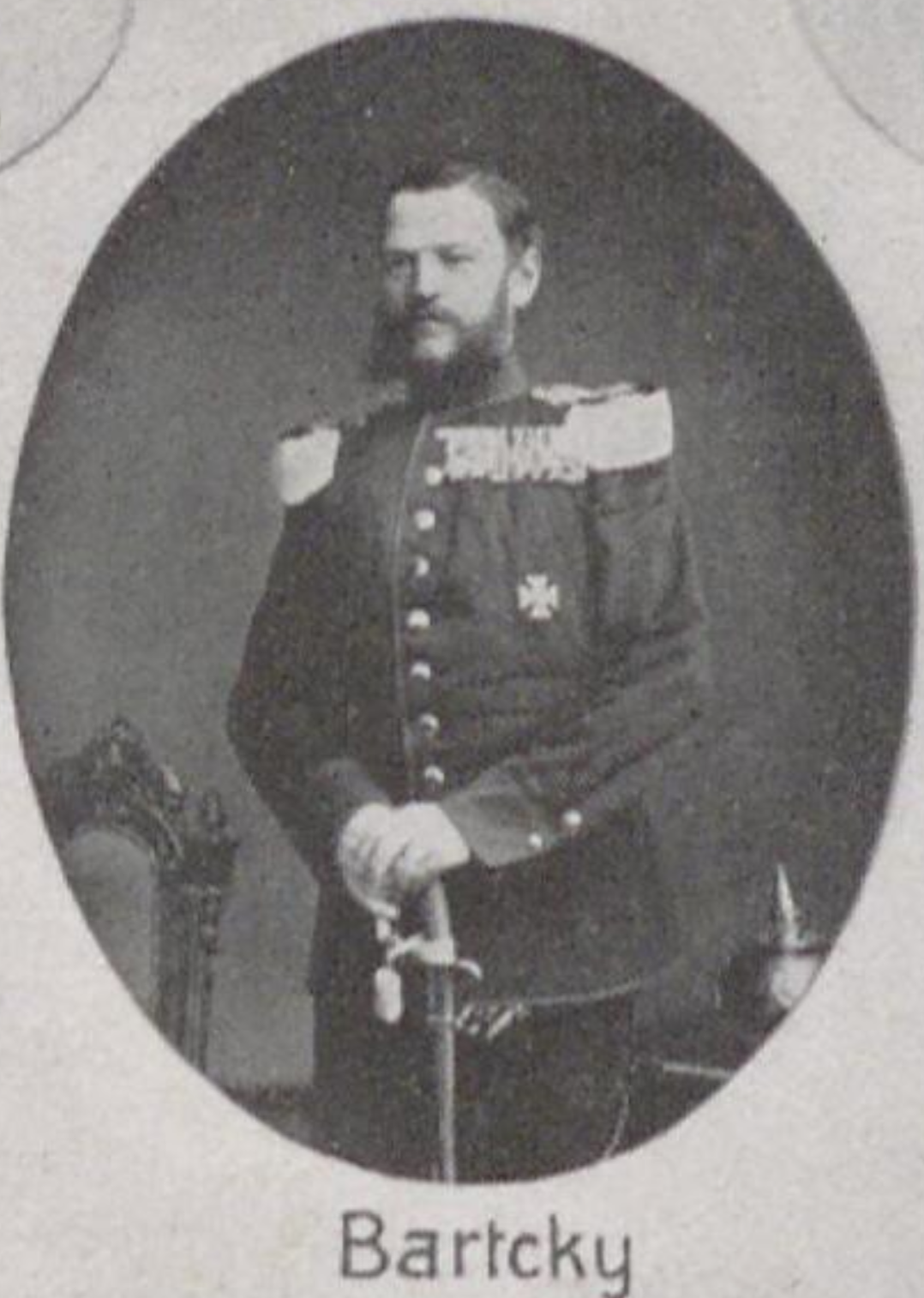
Oskar Bartcky

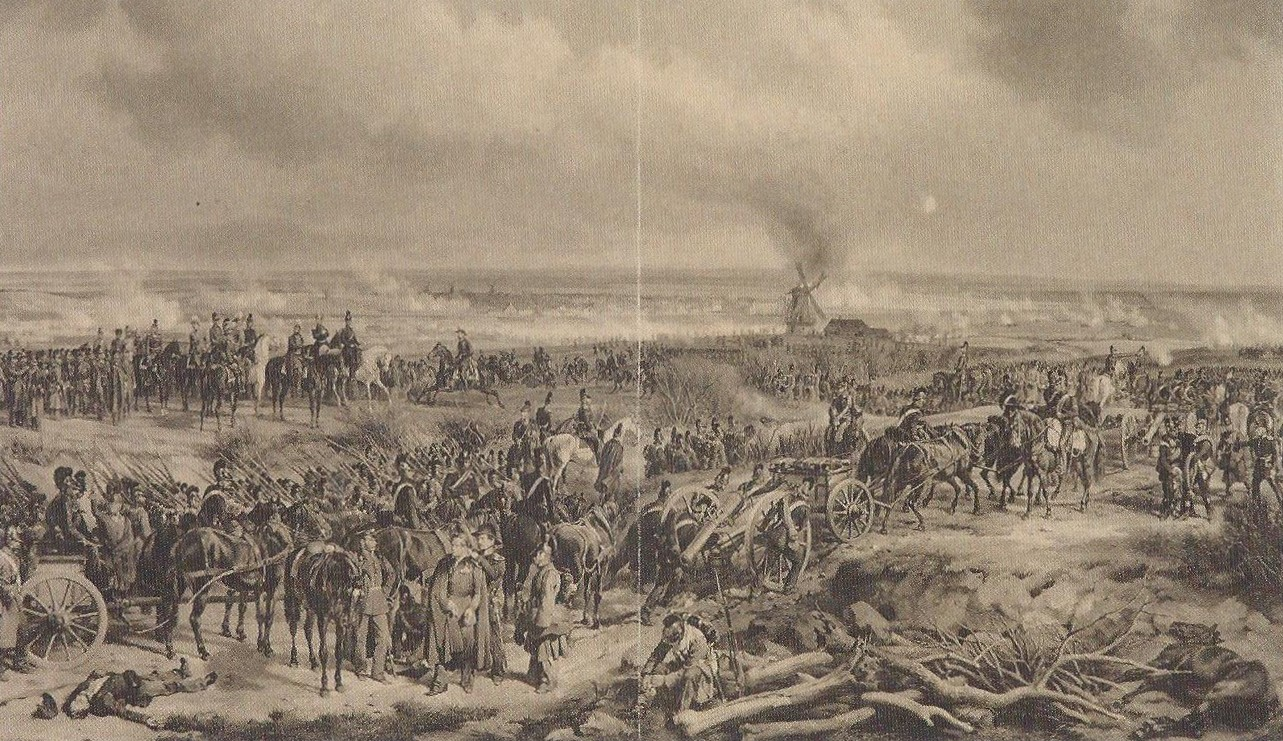
Bartcky beteiligte sich an der Erstürmung der Düppeler Schanzen im Jahr 1849

Heinrich Oskar Bartcky (* 21. November 1823 in Lauter bei Schwarzenberg; † 1916) war ein sächsischer Generalleutnant.

## Leben
Bartcky trat 1839 in den Kadettenkorps der sächsischen Armee ein und wurde nach langjähriger Erziehung am 1. Januar 1844 als Portepeefähnrich der Infanterie übergeben. Er avancierte 1846 zum Sekondeleutnant und beteiligte sich mit seinem Truppenteil an der Erstürmung der Düppeler Schanzen. Am 7. September 1849 erfolgte zudem seine Beförderung zum Premierleutnant beim 3. Schützen-Bataillon. Er diente die folgenden Jahre, u. a. als Adjutant, im Bataillon, später umbenannt in das 3. Jäger-Bataillon, und rückte am 15. Mai 1859 zum Hauptmann und Kompaniechef beim 16. Infanterie-Bataillon auf. Nach Ausbruch des Krieges gegen Preußen rückte er mit seinem Verband nach Böhmen aus und beteiligte sich an den Schlachten von Gitschin und Königgrätz. Er wurde für seine Verdienste mit dem Ritterkreuz des Militär-St.-Heinrichs-Ordens ausgezeichnet.
Durch die Niederlage des Königreich Sachsen und der anschließenden Neuorganisation der sächsischen Armee wurde er unter Beförderung zum Major am 12. März 1867 zum Bataillonskommandeur des II. Bataillons des Infanterie-Regiment „Kronprinz“ (5. Königlich Sächsisches) Nr. 104 ernannt. Nach Ausbruch des Krieges gegen Frankreich rückte er mit seinem Bataillon an die Front und beteiligte sich an den Schlachten von Gravelotte, Verdun und Beaumont. Bei der Schlacht von Sedan wurde er als Führer des Infanterie-Regiment 104 schwerstens verwundet. Er wurde mit dem Ritterkreuz I. Klasse des sächsischen Verdienstordens mit Kriegsdekoration und dem Eisernen Kreuz I. Klasse ausgezeichnet.
Nach Kriegsende wurde er unter Beibehaltung seiner Position am 25. Oktober 1871 zum Oberstleutnant befördert. Nach weiterer mehrjähriger Verwendung rückte er am 19. März 1874 zum Oberst unter gleichzeitiger Ernennung zum Regimentskommandeur des 4. Infanterie-Regiment Nr. 103 auf. Unter Genehmigung seines Abschiedsgesuches wurde er am 25. März 1876 zur Disposition gestellt. Im Disponibilitätsverhältnis wurde er mit dem Charakter eines Generalmajors und mit dem eines Generalleutnants ausgezeichnet.
Er war mit Katharina Franziska von Gordon (* 1829) verheiratet, welche einem alten schottischen Adelsgeschlecht entstammte.  Aus der Ehe entstanden zwei Söhne und eine Tochter, darunter der sächsische Generalmajor Paul Bartcky. Dessen Sohn, Victor Bartcky, wurde Generalmajor der Wehrmacht.